# Incidente ferroviario di East Palestine

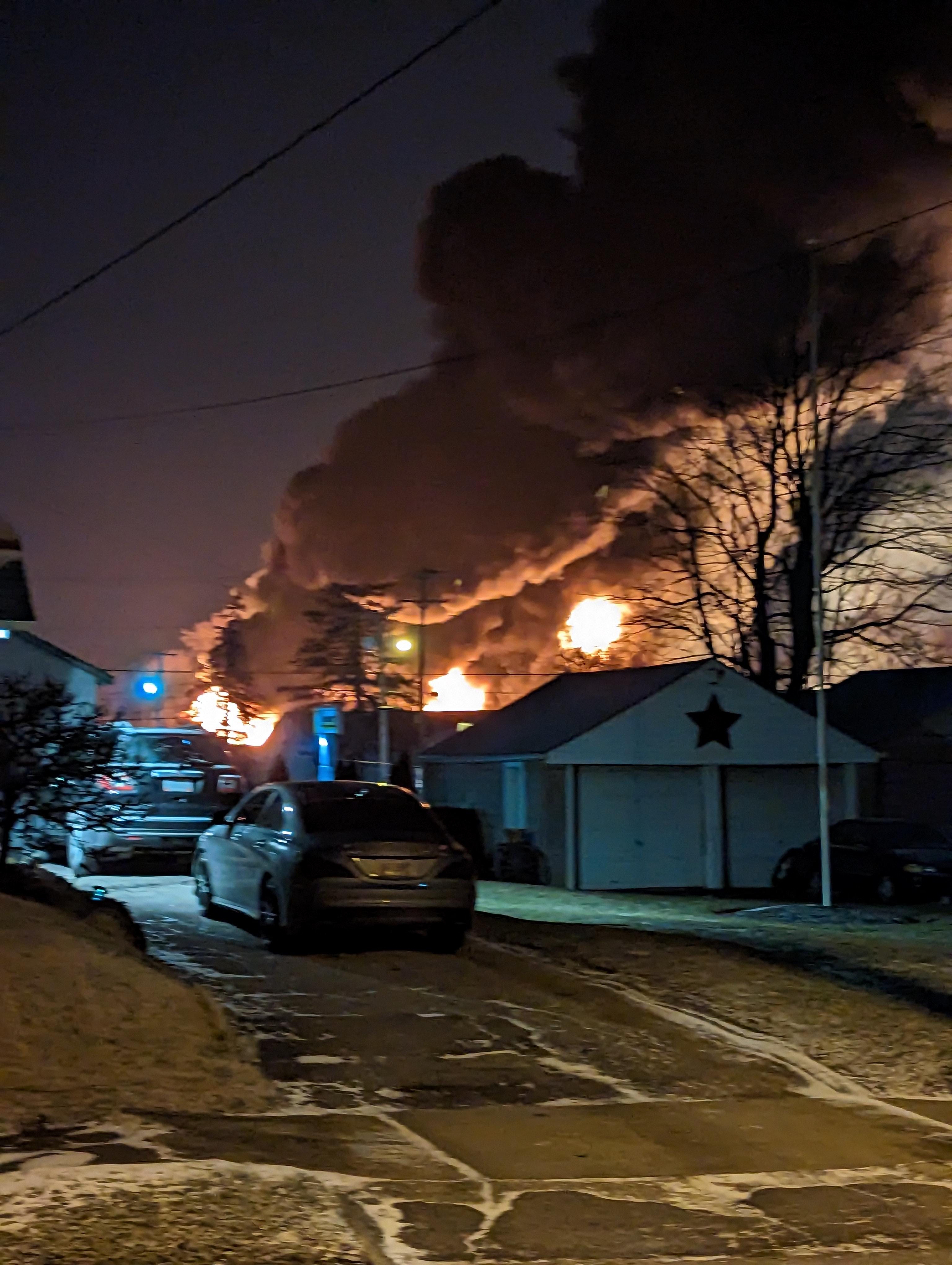

L'incidente ferroviario di East Palestine si è verificato il 3 febbraio 2023, quando un treno merci che trasportava sostanze chimiche pericolose, incluso il cloruro di vinile, è deragliato ed è esploso nel villaggio di East Palestine, Ohio, Stati Uniti. Il treno deragliato era il treno merci Norfolk Southern 32N.   Era composto da 141 vagoni carichi, nove vagoni vuoti e tre locomotive, dal cantiere della Terminal Railroad Association di St. Louis a Madison, Illinois, al Conway Yard di Norfolk Southern a Conway, Pennsylvania. 
Il deragliamento ha causato un incendio che è durato diversi giorni ed è stato trasformato in un incendio controllato il 6 febbraio quando le squadre di emergenza hanno condotto un rilascio controllato delle sostanze chimiche tossiche nell'aria per prevenire un'esplosione. L'incendio ha rilasciato nell'aria acido cloridrico e fosgene altamente tossico.  È iniziata una massiccia risposta di emergenza da parte delle agenzie di tre stati che ha portato all'evacuazione obbligatoria dei residenti entro un raggio di  1 mi (1,6 km). Non sono stati segnalati morti o feriti.

## Deragliamento
Circa 50 vagoni sono deragliati intorno alle 20:55 ora locale il 3 febbraio 2023 in East Palestine, una città di 4.800 abitanti vicino al confine tra Ohio e Pennsylvania. Venti dei 141 vagoni sono stati classificati come trasportatori di materiali pericolosi, 14 dei quali trasportavano cloruro di vinile.  Altre sostanze chimiche includevano liquidi combustibili, acrilato di butile e residui di benzene.  Circa 48 ore dopo, il National Transportation Safety Board ha dichiarato di avere risultati preliminari secondo cui un problema meccanico su un asse di uno dei vagoni ha portato al deragliamento. 
I treni non erano dotati di freni pneumatici a controllo elettronico, che secondo un ex funzionario della Federal Railroad Administration avrebbero ridotto la gravità dell'incidente.  Nel 2017, Norfolk Southern aveva esercitato con successo pressioni per avere dei regolamenti che ne richiedevano l'uso sui treni che trasportavano materiali pericolosi. 

## Risposta all'emergenza
Quasi 70 agenzie di emergenza dell'Ohio, del West Virginia e della Pennsylvania si sono mobilitate in risposta.  Il sindaco di East Palestine, Trent Conaway ha dichiarato lo stato di emergenza. 
Il 5 febbraio, mentre gli incendi continuavano a bruciare, l'aumento della temperatura sollevò timori di un "catastrofico guasto di una petroliera che potrebbe causare un'esplosione con il potenziale di schegge mortali che viaggiano fino a un miglio".  Il governatore dell'Ohio Mike DeWine ha ordinato l'evacuazione di tutti i residenti entro un raggio di un miglio e ha attivato la Guardia nazionale dell'Ohio per assistere le autorità locali.  DeWine ha detto che "questa è una questione di vita o di morte".  Il governatore della Pennsylvania Josh Shapiro ha ordinato l'evacuazione nelle aree della contea di Beaver che confinavano con il sito.  I funzionari di entrambi gli stati hanno iniziato ad andare di porta in porta per evacuare i residenti. 
Il 6 febbraio, le squadre di emergenza hanno condotto un rilascio controllato e l'incendio di sostanze chimiche tossiche nell'aria per prevenire un'esplosione. L'ustione ha rilasciato nell'aria fosgene e acido cloridrico. I funzionari hanno affermato che le analisi sulla qualità dell'aria non mostravano nulla di preoccupante.  I residenti nelle vicine contee di Mahoning e Trumbull hanno riferito di un odore chimico nelle loro aree e i funzionari della regione di Youngstown hanno consigliato ai residenti di rimanere in casa. 
Il 9 febbraio, l'evacuazione è stata revocata dopo che l'EPA degli Stati Uniti ha riferito che l'aria all'interno e all'esterno della zona di evacuazione era tornata ai livelli normali visti prima del deragliamento del treno.  Delle tossine furono rilevate nel sito del deragliamento mentre al di fuori del sito non ne furono rilevate. L'Ohio EPA ha riferito che le tossine dei vagoni del treno si sono riversate nei corsi d'acqua, ma che l'acqua potabile era sicura.

## Impatto e reazioni

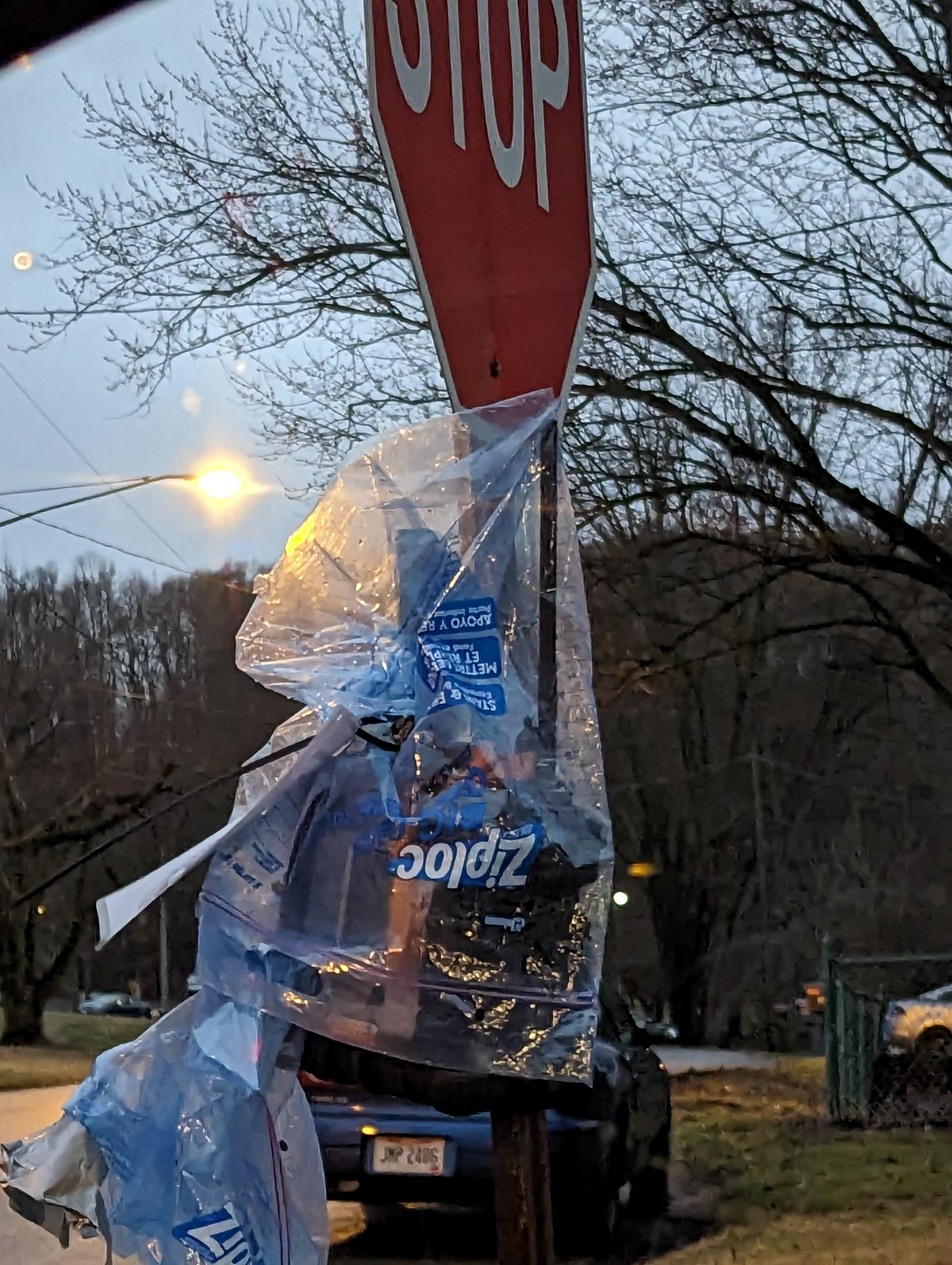

Il deragliamento del treno ha riacceso la discussione nazionale sulle condizioni di lavoro dell'industria e sui problemi di sicurezza: mancanza di moderne regole di sicurezza dei freni,  ferrovia di precisione,  pochi lavoratori ferroviari per treno e aumento della lunghezza e del peso dei treni. Le compagnie ferroviarie sono state criticate da alcuni per non aver investito nella manutenzione dei treni per prevenire gli incidenti, anche se tali società effettuano riacquisti di azioni proprie. 
L'8 febbraio, diverse aziende e residenti hanno intentato tre azioni legali collettive contro la Norfolk Southern Railway.  

### Potenziali rischi per la salute
La paura e l'incertezza sono persistite in alcuni residenti dopo che l'area è stata dichiarata sicura, a causa dei rischi di esposizione a lungo termine a sostanze chimiche pericolose residue. Sono circolate numerose segnalazioni di bambini malati e di animali domestici e selvatici malati o morti.   
Gli esperti si preoccupano inoltre delle diossine eventualmente prodotte dalla combustione del cloruro di vinile e del cloruro di vinile incombusto residuo. Si prevede che gli inquinanti gassosi si dissipino rapidamente nell'aria, ma la diossina è persistente.